# Gil de Albornoz y Espinosa
No confundir con el casi homónimo insigne jurista y político del siglo XIV Gil Álvarez de Albornoz, arzobispo de Toledo.
Gil de Albornoz (Valladolid, 1581-Roma, 1649), fue un jurista y político español al servicio del rey Felipe IV y eclesiástico que alcanzó el cardenalato. 

## Genealogía
Pese a que se creía, y se había generalizado, que nació en Talavera de la Reina en 1579, un reciente estudio del historiador Alberto Martín Monge ha revelado que nació en Valladolid en 1581. Era el penúltimo de los ocho hijos de Francisco de Albornoz, Caballero de la Orden de Calatrava y Consejero de Su Majestad y su madre Felipa Polo de Espinosa, que era sobrina del Cardenal Diego Espinosa y Arévalo, presidente del Consejo de Castilla, regente de España y en palabras del rey Felipe II, su mejor ministro . A través de su hermana Juana, fue tío de Alonso Verdugo de Albornoz, I conde de Torrepalma, y tío-abuelo de Pedro Verdugo de Albornoz Ursúa.
En ocasiones se le ha mencionado como "Carrillo de Albornoz"; sin embargo, esto es un error, ya que su familia, los Albornoz "de Talavera", y los Carrillo de Albornoz de Cuenca son ramas distintas de un mismo tronco.

## Funcionario y jurista
Formado en leyes el Colegio Mayor de Oviedo, en la Universidad de Salamanca. Ejerció como auditor en la Chancillerías de Valladolid y de Granada. También sirvió en el Virreinato y Capitanía General de Navarra. Fue consejero del Consejo de la Inquisición. En su relación de cargos accedió a la canongía de la catedral de Sevilla y fue arcediano de Écija y de Burgos.

## Cardenalato
Elevado al cardenalato por Urbano VIII en 1627. Siendo consagrado en 1630 por el cardenal Gaspar de Borja, obispo de Albano y arzobispo de Sevilla y de Toledo (1645).
Gil de Albornoz fue nombrado arzobispo de Tarento (Italia) desde 1630 hasta 1637. Ejerció de Camarlengo del Colegio Cardenalicio, reemplazando al cardenal Juan Bautista Pamphili (Inocencio X).

## Representante del ReyFelipe IV

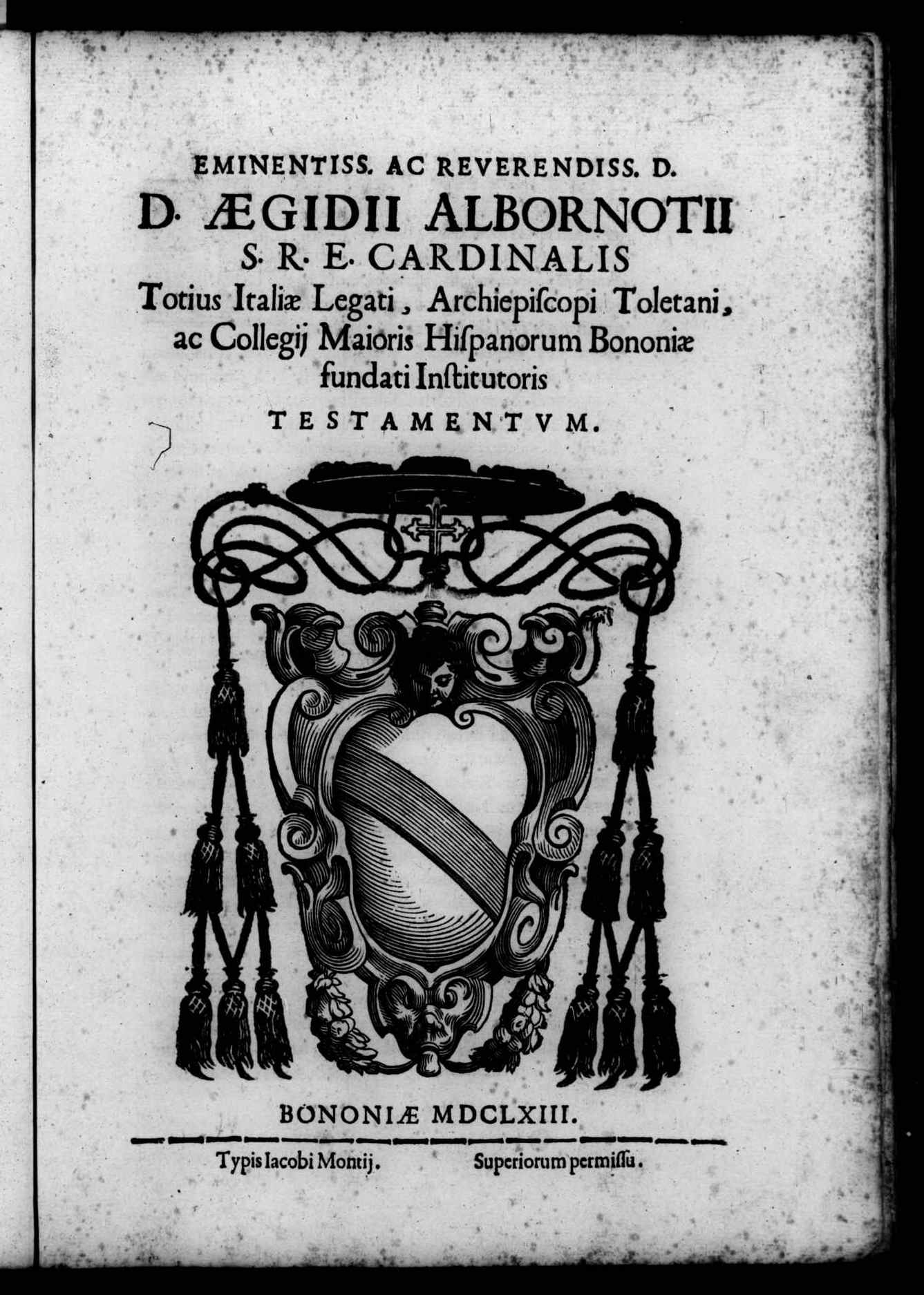
Testamentum cardinalis Egidi Albornotii, 1663

Como político ejerció importantes misiones de confianza del rey Felipe IV. Fue nombrado Gobernador del Milanesado, donde gobernó como Virrey desde julio de 1634 a noviembre de 1635; durante su mandato debió hacer frente a las amenazas de invasión francesas ocurridas en los comienzos de la guerra franco-española.

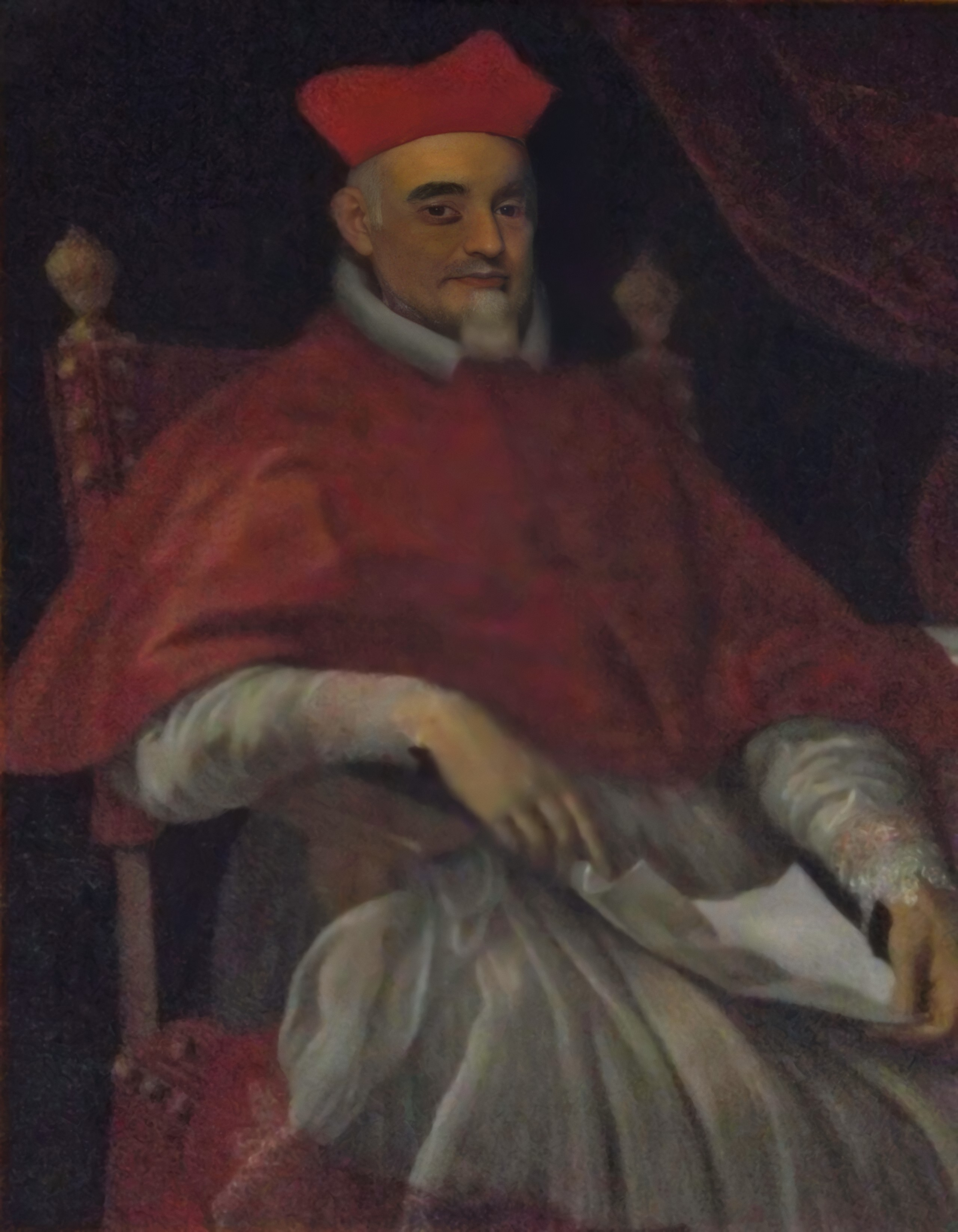
«Retrato del Cardenal don Gil de Albornoz», Anónimo. Convento de las Madres Bernardas de Talavera, ca. 1640 (Imagen de Alberto Martín Monge).

Participó en el cónclave de 1644, donde salió elegido Papa Inocencio X, defendiendo la postura de España en oposición al cardenal Mazarino, que defendía los intereses franceses y proponía al cardenal Giulio Cesare Sacchetti como sucesor del Papa Urbano VIII. Fue llamado a la corte de Madrid, pero no regresó y falleció en Roma el 19 de diciembre de 1649. Estuvo enterrado en la iglesia de Santa Ana en el Quirinal (Roma), hasta que fueron trasladados sus restos a Talavera de la Reina. 

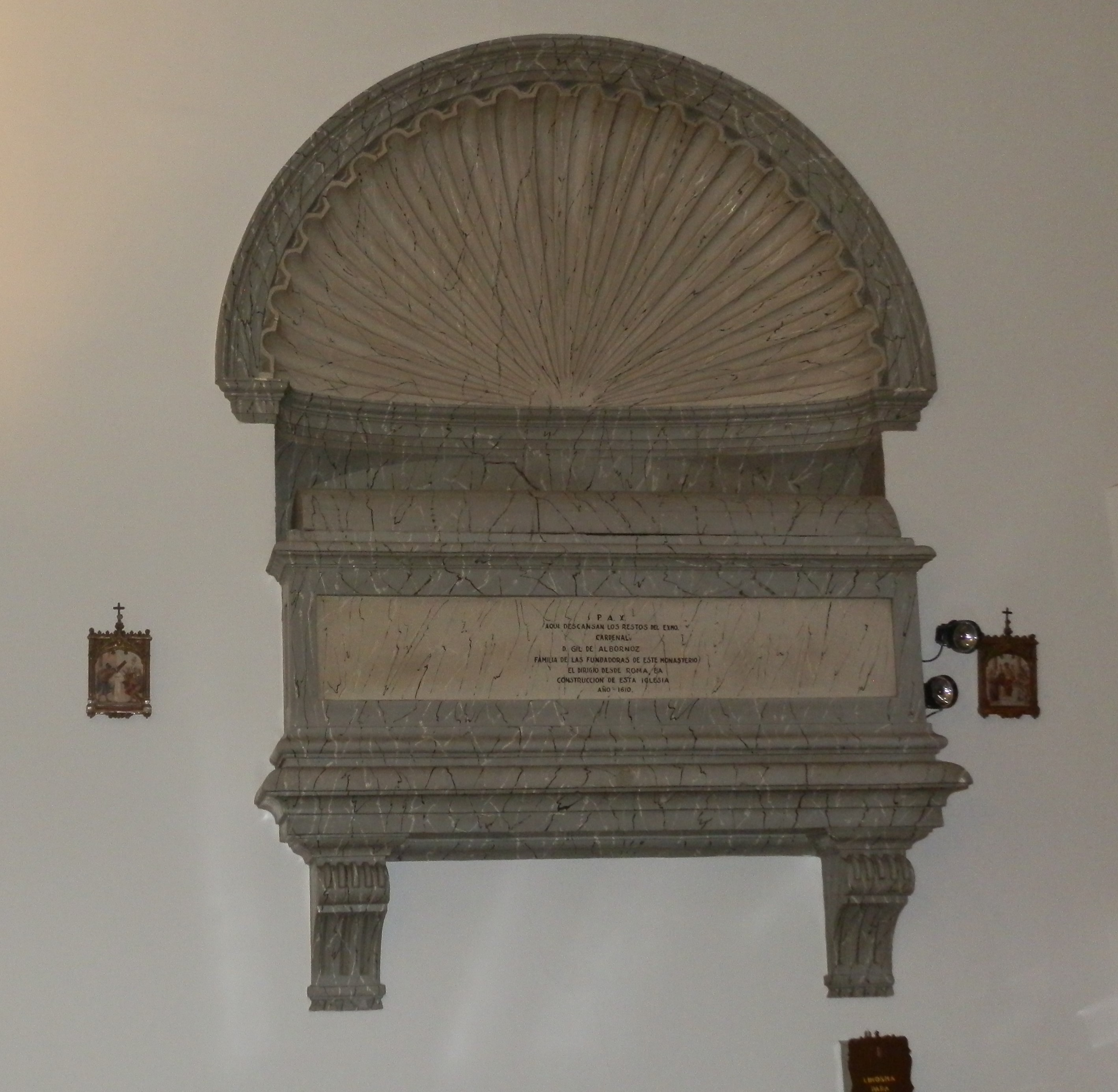
Sepulcro del cardenal don Gil de Albornoz. Convento de la Encarnación de las Madres Bernardas de Talavera (imagen: Alberto Martín Monge).

| Predecesor: Fernando de Austria, el Cardenal-Infante (1633-1634) | Gobernador del Milanesado 1634-1635 | Sucesor: Diego Mexía Felípez de Guzmán (1635-1641) |